# Sidi H'Saine Ou Ali
Sidi H'Saine Ou Ali  (in arabo سيدي حساين أو علي‎?) è un centro abitato e comune rurale del Marocco situato nella provincia di Sidi Ifni, regione di Guelmim-Oued Noun. Conta una popolazione di 6 064 abitanti (censimento 2014).